# Длиннохвостый личинкоед-свистун
Длиннохвостый личинкоед-свистун, или светлогузый личинкоед (лат. Lalage leucopyga), — вид воробьиных птиц из  семейства личинкоедовых (Campephagidae). Мелкая птица размером с воробья, с контрастным чёрно-белым оперением, жизнь которой связана с деревьями. Питается насекомыми и мелкими фруктами.
Выделяют пять подвидов, распространённых на островах Меланезии. Шестой, номинативный подвид, который обитал на острове Норфолк, ныне считается вымершим.

## Описание
Птица размером примерно с воробья. Длина, по разным данным, составляет от 15 до 18 см, масса — от 16 до 23 г.
Окраска чёрно-белая, контрастная. Верх головы, спина, крылья и хвост чёрные у самцов и коричневые у самок; на крыле есть белая отметина. Надхвостье белое или сероватое, кончики боковых перьев хвоста белые. Низ белый или охристо-белый. Клюв, радужная оболочка и ноги чёрные. Молодые птицы похожи на самок.
Песня — громкая красивая трель, позывка — односложное «чирк».
Длиннохвостый личинкоед-свистун отличается от других видов более мягким оперением и длинным хвостом (длина хвоста — 83—97 % длины крыла), а также тем, что стержни перьев надхвостья у основания мягкие, а не жёсткие, как у остальных представителей рода. По этим признакам вид первоначально выделялся в монотипический род Symmorphus.

## Биология

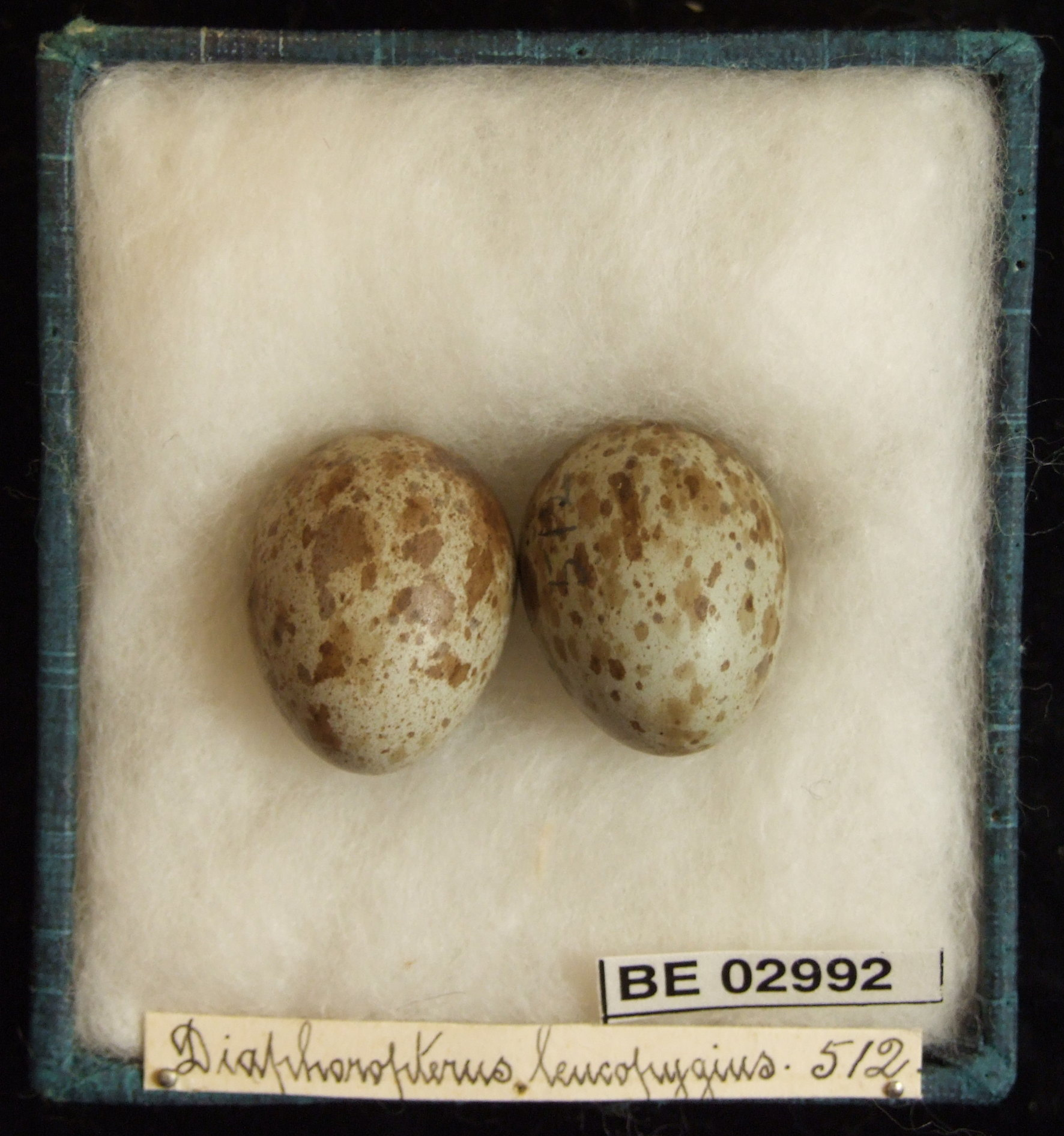
Яйца вымершего номинативного подвида Lalage leucopyga leucopyga

Птицы заселяют опушки леса и открытые пространства с отдельными высокими деревьями и кустами, на ветках которых они кормятся. Встречаются также на плантациях и в садах.
Питаются насекомыми (как имаго, так и личинками, в том числе гусеницами), и мелкими фруктами.
Обычно держатся парами или небольшими группами. Территориальны, свою территорию агрессивно защищают, особенно во время размножения. Гнёзда устраивают на ветке дерева на большой высоте (6—9 м), они изготовлены из стеблей трав и растительных волокон. В кладке два яйца.
Сезон размножения точно не известен, в различных источниках указываются месяцы с августа по февраль.

## Систематика и этимология
Вид впервые был описан Джоном Гульдом в 1838 году как Symmorphus leucopygus с острова Норфолк (в первоописании ошибочно указано «Новый Южный Уэльс»).
Впоследствии вид был перемещён в род личинкоедов-свистунов (Lalage) из семейства личинкоедовых (Campephagidae).
Согласно молекулярно-генетическим исследованиям, вид принадлежит кладе «восточных» личинкоедов-свистунов (см. кладограмму). Ближайшими его родственниками являются индонезийский Lalage sueurii и австралийский Lalage tricolor; их предки разошлись около двух миллионов лет назад:

|  | \| \| Lalage sueurii \| \| \| \| \| \| Lalage tricolor \| \| \| \| |
|  |                                                                    |
|  | Lalage leucopyga                                                   |
|  |                                                                    |
|  | Lalage sueurii                                                     |
|  |                                                                    |
|  | Lalage tricolor                                                    |
|  |                                                                    |

|  | Lalage sueurii  |
|  |                 |
|  | Lalage tricolor |
|  |                 |

|  | \| \| Lalage sueurii \| \| \| \| \| \| Lalage tricolor \| \| \| \| |
|  |                                                                    |
|  | Lalage leucopyga                                                   |
|  |                                                                    |
|  | Lalage sueurii                                                     |
|  |                                                                    |
|  | Lalage tricolor                                                    |
|  |                                                                    |

|  | Lalage sueurii  |
|  |                 |
|  | Lalage tricolor |
|  |                 |

|  | \| \| Lalage sueurii \| \| \| \| \| \| Lalage tricolor \| \| \| \| |
|  |                                                                    |
|  | Lalage leucopyga                                                   |
|  |                                                                    |
|  | Lalage sueurii                                                     |
|  |                                                                    |
|  | Lalage tricolor                                                    |
|  |                                                                    |

|  | Lalage sueurii  |
|  |                 |
|  | Lalage tricolor |
|  |                 |

|  | \| \| Lalage sueurii \| \| \| \| \| \| Lalage tricolor \| \| \| \| |
|  |                                                                    |
|  | Lalage leucopyga                                                   |
|  |                                                                    |
|  | Lalage sueurii                                                     |
|  |                                                                    |
|  | Lalage tricolor                                                    |
|  |                                                                    |

|  | Lalage sueurii  |
|  |                 |
|  | Lalage tricolor |
|  |                 |

Видовое название leucopyga связано с окраской птицы. Образовано от др.-греч. λευκός — «белый» и πυγή (здесь — «надхвостье»).

## Классификация и распространение
Выделяют шесть подвидов, один из которых — вымерший. Представители подвидов различаются размером, оттенком надхвостья и спины у самок, а также наличием или отсутствием белой полосы над глазом.
Список подвидов, их ареалы и отличительные черты:
- Номинативный подвид Lalage leucopyga leucopyga (Gould, 1838) — обитал на острове Норфолк, ныне вымер (последний раз птиц видели в 1942 году).
- Lalage leucopyga montrosieri J. Verreaux & Des Murs, 1860 — обитает на Новой Каледонии. Размер его меньше, чем у номинативного, надхвостье с серым оттенком.
- Lalage leucopyga simillima (Sarasin, 1913) — заселяет юг Вануату и острова Луайоте. Его размер ещё меньше, хвост короче и на его конце меньше белого. Коричневые перья самок гораздо темнее, чем у номинативного подвида, почти чёрные.
- Lalage leucopyga albiloris Mayr & Ripley, 1941 — населяет центр и север Вануату, от острова Эфате до Эспириту-Санто. Размер меньше, чем у предыдущего. Отличается серым цветом надхвостья, белой уздечкой и белой полосой над глазом.
- Lalage leucopyga deficiens Mayr & Ripley, 1941 — населяет север Вануату (острова Торрес и Банкс). Отличается от предыдущего отсутствием белой полосы над глазом.
- Lalage leucopyga affinis (Tristram, 1879) — живёт на острове Сан-Кристобаль (Соломоновы Острова). Надхвостье чисто белое. Белая окантовка хвоста очень узкая. Самка сверху бледно-коричневая, гораздо бледнее, чем у остальных подвидов.

## Охранный статус
Международный союз охраны природы присвоил этому виду охранный статус «вызывающие наименьшие опасения» (LC). Хотя точная численность популяции неизвестна, птицы считаются достаточно обычными в местах своего обитания, и нет доказательств снижения численности.